# Blazon Stone
Blazon Stone šesti je studijski album njemačkog heavy metal-sastava Running Wild. Diskografska kuća Noise Records objavila ga je 4. travnja 1991. Prvi je album na kojem su se pojavili bubnjar AC i gitarist Axel Morgan.

## Popis pjesama
Tekstovi i glazba: Rolf Kasparek, osim gdje je navedeno drugačije. 
| 1. | »Blazon Stone«    |    | 6:30 |
| 2. | »Lonewolf«        |    | 4:49 |
| 3. | »Slavery«         |    | 5:15 |
| 4. | »Fire and Ice«    | AC | 4:09 |
| 5. | »Little Big Horn« |    | 5:00 |

| Strana B | Strana B           | Strana B    | Strana B | Strana B | Strana B | Strana B | Strana B | Strana B | Strana B |
| Br.      | Skladba            | Autor       | Trajanje |          |          |          |          |          |          |
| -------- | ------------------ | ----------- | -------- | -------- | -------- | -------- | -------- | -------- | -------- |
| 6.       | »White Masque«     |             | 4:17     |          |          |          |          |          |          |
| 7.       | »Rolling Wheels«   | Jens Becker | 5:33     |          |          |          |          |          |          |
| 8.       | »Bloody Red Rose«  |             | 5:06     |          |          |          |          |          |          |
| 9.       | »Straight to Hell« | Becker      | 3:50     |          |          |          |          |          |          |
| 10.      | »Heads or Tails«   |             | 4:58     |          |          |          |          |          |          |
| 49:27    |                    |             |          |          |          |          |          |          |          |

| Dodatne pjesme na CD izdanju | Dodatne pjesme na CD izdanju                                         | Dodatne pjesme na CD izdanju | Dodatne pjesme na CD izdanju | Dodatne pjesme na CD izdanju | Dodatne pjesme na CD izdanju | Dodatne pjesme na CD izdanju | Dodatne pjesme na CD izdanju | Dodatne pjesme na CD izdanju | Dodatne pjesme na CD izdanju |
| Br.                          | Skladba                                                              | Autor                        | Trajanje                     |                              |                              |                              |                              |                              |                              |
| ---------------------------- | -------------------------------------------------------------------- | ---------------------------- | ---------------------------- | ---------------------------- | ---------------------------- | ---------------------------- | ---------------------------- | ---------------------------- | ---------------------------- |
| 11.                          | »Over the Rainbow« (instrumentalna skladba)                          | Becker                       | 1:55                         |                              |                              |                              |                              |                              |                              |
| 12.                          | »Billy the Kid«                                                      | Kasparek, Dreffein           | 4:47                         |                              |                              |                              |                              |                              |                              |
| 13.                          | »Genocise (The Killing of the Buffalo)« (obrada pjesme Thin Lizzyja) | Phil Lynott                  | 4:47                         |                              |                              |                              |                              |                              |                              |
| 60:56                        |                                                                      |                              |                              |                              |                              |                              |                              |                              |                              |

| 11. | »Over the Rainbow« (instrumentalna skladba)                          | Becker             | 1:55 |
| 12. | »Billy the Kid«                                                      | Kasparek, Dreffein | 4:47 |
| 13. | »Genocise (The Killing of the Buffalo)« (obrada pjesme Thin Lizzyja) | Lynott             | 4:47 |
| 14. | »Dancing on a Minefield«                                             |                    | 4:59 |

## Zasluge
| Running Wild - Rock 'n' Rolf – vokal, gitara - Axel Morgan – gitara, prateći vokal - Jens Becker – bas-gitara, prateći vokal - AC – bubnjevi, prateći vokal Ostalo osoblje - Jan Němec – inženjer zvuka, miks - Karl-U. Walterbach – produkcija - Thorsten Herbig – fotografije - Andreas Marschall – naslovnica - Horst Herrndorff – naslovnica | Dodatni glazbenici - Kalle Bösel – prateći vokal - Jan Olav – prateći vokal (na pjesmama "Little Big Horn" i "Heads or Tails") - Martina Wiegendt – prateći vokal (na pjesmama "Little Big Horn" i "Heads or Tails") - Sven Pöschmann – prateći vokal (na pjesmama "Little Big Horn" i "Heads or Tails") - Michael Herwig – prateći vokal (na pjesmama "Little Big Horn" i "Heads or Tails") - Jens Butterwick – prateći vokal (na pjesmama "Little Big Horn" i "Heads or Tails") - Raymond Kana – prateći vokal (na pjesmama "Little Big Horn" i "Heads or Tails") - Olivier Losshagen – prateći vokal (na pjesmama "Little Big Horn" i "Heads or Tails") - Ladislav Křížek – prateći vokal |